# نیلگون بلگون
نیلگون بلگون (انگلیسی: Nilgün Belgün؛ زادهٔ ۱۸ مارس ۱۹۵۳) بازیگر اهل ترکیه است. وی از سال ۱۹۷۳ میلادی تاکنون مشغول فعالیت بوده‌است.